# Border Cafe
Border Cafe é um filme faroeste dos Estados Unidos de 1937 dirigido por Lew Landers e estrelado por Harry Carey.

## Elenco
- Harry Carey ... Tex Stevens
- John Beal ... Keith Whitney
- Armida ... Dominga
- George Irving ... Senador Henry Whitney
- Leona Roberts ... Mrs. Emily Whitney
- J. Carrol Naish ... Rocky Alton
- Marjorie Lord ... Janet Barry
- Lee Patrick ... Ellie
- Paul Fix ... 'Doley' Dolson
- Max Wagner ... Sharkey
- Walter Miller ... Evans